# Elymus texensis
Elymus texensis är en gräsart som beskrevs av Julian J.N. Campbell. Elymus texensis ingår i släktet elmar, och familjen gräs. Inga underarter finns listade i Catalogue of Life.